# Palau Nou de Krāslava
La Palau Nou de Krāslava (en letó: Krāslavas jaunā pils; en alemany: Schloss Kreslau) es troba a la regió històrica de Latgàlia, al municipi de Krāslava de l'est de Letònia. L'estructura de l'edifici va ser dissenyada per a la família Plater per l'arquitecte D. Paroko i acabat el 1791.